# Lyrae Records
Lyrae Records is een Belgisch platenlabel, dat jazz, blues, nieuwe muziek en wereldmuziek van Belgische en 'buitenlandse' musici uitbrengt. Het werd in 1994 opgericht door Pascal Noel, tevens de oprichter van een blad voor jazz en nieuwe muziek. In 1999 ging het label ook jazzconcerten in de studio opnemen, met een klein publiek erbij. Het label is inmiddels overgenomen door MPM-Triomus en is gevestigd in Brussel. Artiesten die op het label weren uitgebracht zijn onder andere Phil Abraham, Charles Loos, Fabrice Alleman, AKM Soul en Mattis.